# Tramvajové nehody v Praze

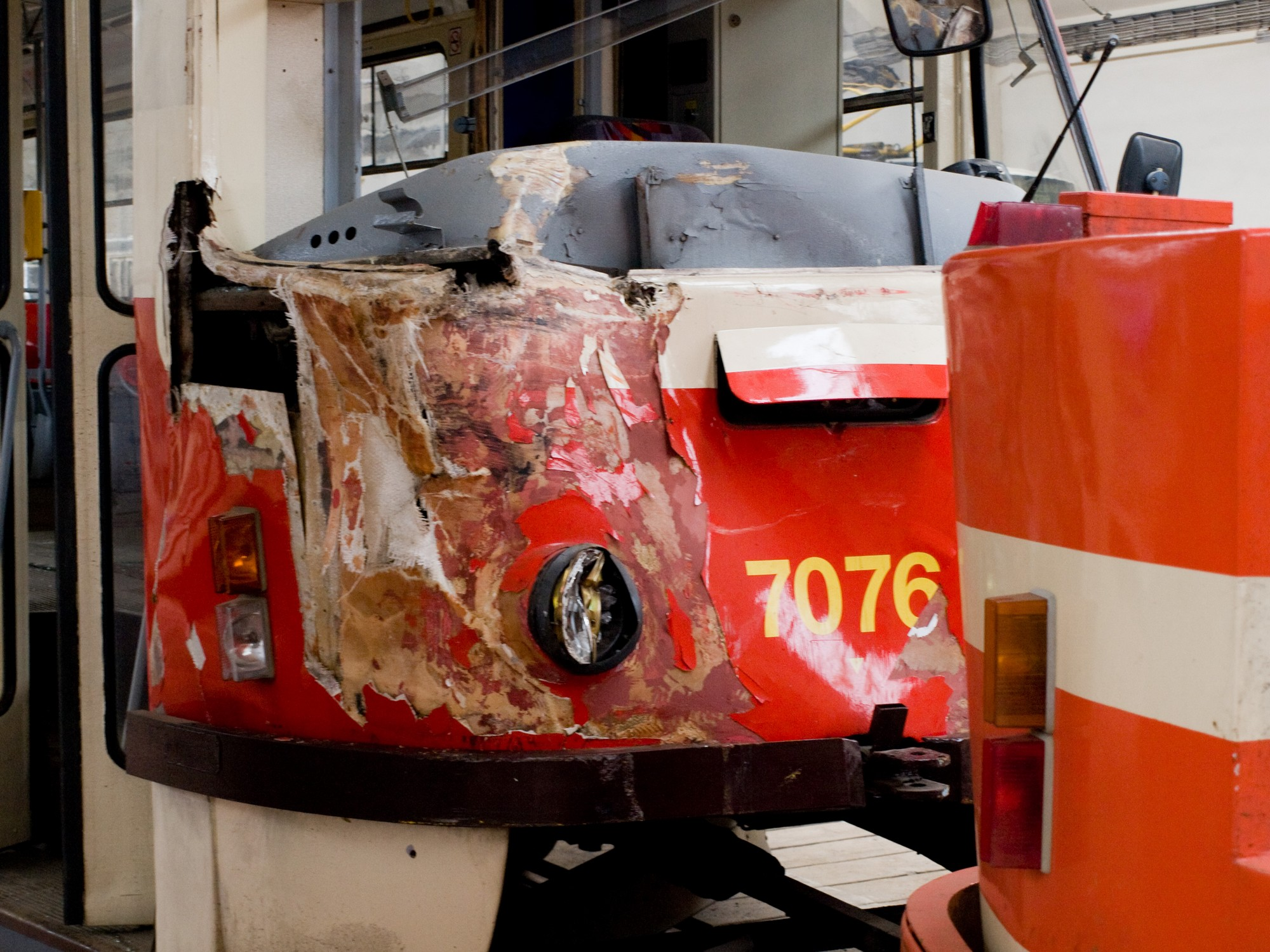
Čelo vozu 7076 zdemolované po nehodě s autobusem (8. června 2010)

Tramvajové nehody provázejí pražskou tramvajovou dopravu od samého počátku. Nejvážnější byla nehoda na Špejchaře roku 1982, při níž zemřelo sedm lidí. Následkem nehody u Chotkových sadů v roce 1965 zemřelo pět lidí.

## Významné nehody

### Před 1. světovou válkou
13. července 1891 se stala první doložená nehoda elektrické tramvaje v Praze i v Česku, ještě před oficiálním zahájením provozu. Při zkušební jízdě vozu Křižíkovy elektrické dráhy na Letné v Ovenecké ulici se před domem č. p. 308 kůň s pekařským povozem ulekl tramvaje a strhl povoz do cesty tramvaji. František Křižík nabídl pekaři Janu Vyhnalovi 20 zlatých odškodného.
16. května 1908 se na jednokolejné trati pod Letnou srazily protijedoucí tramvaje. Řidič vozu jedoucího od Malé Strany do Holešovic měl u Strakovy akademie čekat na příjezd protijedoucí soupravy. Když ta ale ve stanoveném čase nepřijela, rozhodl se pod tlakem netrpělivých cestujících vyjet na trať. Přitom jel nepřiměřeně rychle a v nepřehledné zatáčce se srazil s protijedoucí tramvají, jejíž řidič se snažil dohnat zpoždění. Lehce zraněno bylo asi dvacet lidí. Než byl viník propuštěn ze služby a potrestán, stihl ještě 30. dubna 1909 způsobit srážku s koňským povozem v Holešovicích.
9. prosince 1913 se na dnes již zrušené jednokolejné trati v mimořádně úzké Kanovnické uličce (Hradčany) střetly tři tramvaje linky 5. Asi v 18:30 zde z neznámých příčin vykolejil vůz č. 247, jedoucí od Nového Světa. Když se ho nedařilo vrátit na koleje vlastní silou, rozhodli se řidič s průvodčím využít pomoci následného vozu 239. Právě když je spojovali, přijel z opačné strany po svahu vůz 267 a ve velké rychlosti do nich narazil. Vozy byly velmi poškozeny, 9 lidí bylo těžce a asi 6 lehce zraněno. Příčinou bylo zřejmě selhání nesprávně zapojené elektrické brzdy vinou zřízenců při rozpojování souprav; vinu se ale nepodařilo jednoznačně prokázat. Nejvážněji zraněný cestující, vojenský sluha Vlk, přežil s trvalými následky a roku 1914 vysoudil na Elektrických podnicích odškodné 30 000 korun.
Na denním pořádku byly tenkrát srážky s koňskými povozy. Poté, co byla z tramvají odstraněna dvířka na zadní plošině, zkoušeli také někteří cestující naskakovat za jízdy, což mělo občas tragické následky. 

### V meziválečném období
24. ledna 1923 řidič nezvládl v Chotkově ulici rychlost ze svahu, v oblouku tramvaj vykolejila a prorazila zeď u Jeleního příkopu, o niž se do poloviny roztříštila. Vlečný vůz se utrhl a narazil do motorového. Následkem nehody byly 4 lidé těžce zraněni a dalších 11 lehce. Jako bezpečnostní opatření byla od 2. března 1923 až do roku 1935 zřízena před obloukem v jednom směru zastávka, kde zvlášť ustanovený dozorce dohlížel, aby v ní každý řidič zastavil. Později byl dozorce nahrazen píchacími hodinami, od roku 1935 do 1. května 1978 zastávku nahradilo bezpečnostní zastavovací místo.
29. února 1936 přehlédl řidič osobního auta pokyn strážníka a při odbočování z Fochovy (dnes Vinohradská) do Hooverovy (dnes Wilsonova) vjel do cesty tramvaji linky 11, která přijížděla velkou rychlostí od Flory k Václavskému náměstí. Tramvaj, kterou tvořil jeden motorový a dva vlečné vozy, narazila levým bokem přední plošiny do pravé přední strany auta. Přitom motorový vůz vykolejil, tramvaj se roztrhla a zadní vozy tlačily auto kupředu, kde se ještě srazilo s protijedoucí tramvají. Neříditelný vykolejený motorový vůz mezitím pokračoval v jízdě po dlažbě, až se zastavil o pojízdnou prodejnu jízdenek, kterou otočil. Následkem nehody zahynul majitel auta, známý lékař Josef Rejsek, dalších 6 lidí se zranilo těžce a 26 lehce. Vinu nesli oba řidiči.
7. ledna 1938 v 18.01 řidič tramvaje linky 11 nezvládl jízdu ze svahu z Prašného mostu na Vítězné náměstí a vykolejil v oblouku okruhu na náměstí. Motorový vůz narazil do sloupu veřejného osvětlení, motorový vůz č. 2182 a druhý vlečný vůz se převrátily (první vlečný vůz zůstal stát). Následkem nehody 1 člověk zemřel a 55  lidí bylo zraněno, z toho 9 těžce.
Nadále docházelo k úrazům při naskakování do jedoucích tramvají.

### V letech 1945–1989
15. ledna 1950 ve 23.05 nezvládl rychlost ze svahu řidič tramvaje linky 1 ve Vršovicích z Francouzské ulice. Nepodařilo se mu zastavit v zastávkách Krymská a Ruská a vjel do oblouku na křižovatce s Moskevskou. Tramvaj vjela na chodník a narazila do vchodu prodejny Pramen. Zraněno bylo 112 lidí. Podobná nehoda se stala i roku 1961. Od ledna do května 1966 zde byla v provozu kusá kolej s bezpečnostní výhybkou v přímém směru do Ruské ulice.
23. dubna 1950 ve 22.39 řidič linky 14 na Kačerově v ulici U smyčky vyjel na chodník a narazil čelně do domů č. p. 821 a 822, první vlečný vůz se převrátil na levý bok. 17 lidí bylo zraněno.
25. června 1961 ve 14 hodin jel vůz T1 č. 5086 na lince 17 po nábřeží od Jiráskova náměstí k Národnímu divadlu. U Žofína jel proti němu jel vůz č. 5119. Vojenský nákladní automobil s přívěsem začal předjíždět vůz 5119, přičemž se srazil s vozem 5086, přívěsem narazil do vozu 5119 a následně shořel. Zahynul velitel vojenského vozu a zraněno bylo 34 lidí.
23. září 1962 ve 14.30 vinou neznámého pachatele, který na zadní plošině vozu otočil reverzní válec, selhaly brzdy soupravy linky 11 jedoucí ze zastávky Kamenická na náměstí Václava Kopeckého (dnešní Strossmayerovo náměstí) v Holešovicích. Na náměstí vlak vykolejil, projel napříč křižovatkou a narazil do prodejny Pramen. Vlak byl zdemolován, jedna žena zahynula, zraněných bylo 46, z toho 3 těžce.
31. května 1965 asi ve 4.50 řidička při jízdě od zastávky Hrad k zastávce Chotkovy sady neubrzdila tramvajovou soupravu linky 2 (vozy 3055 + 1536) s asi 80 cestujícími, vjela do výhybky nepřiměřenou rychlostí a vlečný vůz se 70 cestujícími vykolejil, převrátil se na levý bok, zdemoloval protisměrnou zastávku a zastavil se až nad horním vyústěním Myší díry. Motorový vůz se sice nepřevrhl, ale byl vlečným vozem otočen do protisměru. Zemřeli dva lidé na místě a tři další následkem zranění, dalších 16 osob utrpělo těžkou újmu na zdraví a přes 50 lidí lehčí zranění.
2. března 1967 kolem 6.45 selhaly brzdy tramvaji linky 20 (vozy 2152 + 1557) ve Střešovické ulici pod stanicí Vojenská nemocnice, zastávku Baterie projela bez zastavení a narazila do autobusu, který odbočoval přes koleje. Zraněno bylo 31 lidí.
V roce 1968 se v ulici Obránců míru (dnešní Milady Horákové) poblíž Prašného mostu srazila tramvaj linky 30 s autobusem linky 134, následkem čehož tři lidé zemřeli a 21 bylo zraněno.
29. října 1970 v 6.47 na Bubenském nábřeží ve směru od stanice Jatky (dnes Pražská tržnice) za šera a hustého deště narazil řidič vozu T3 č. 6349 na lince 10 na křižovatce s Argentinskou ulicí do soupravy linky 14 (2127 + 1151 + 1160) stojící před ním. 8 cestujících bylo zraněno těžce a 27 lehce.
V pondělí 13. srpna 1973 motorový vůz 2294 na lince 23 v poslední den svého nasazení do provozu při jízdě do kopce vykolejil v oblouku Chotkově ulici a narazil do oplocení Jeleního příkopu. Nehodu přežil téměř bez poškození a dnes je exponátem Muzea městské hromadné dopravy.
26. listopadu 1975 k večeru na náměstí Říjnové revoluce (dnešní Vítězné náměstí) při návratu z filmování v úseku od Prašného mostu do vozovny Vokovice vykolejila a převrátila se prázdná muzejní souprava 2222 + 1219 + 1111, kterou táhl služební vůz 4076.
17. února 1982 v 16.47 došlo k tragické nehodě na Špejcharu na Letné. Vinou přehlédnutí výhybky a nepřiměřené rychlosti se převrátil přeplněný vůz T1 č. 5118 linky 26. Zahynulo 7 lidí, zraněno bylo 12 lidí těžce a 43 lehce.

### Po roce 1990

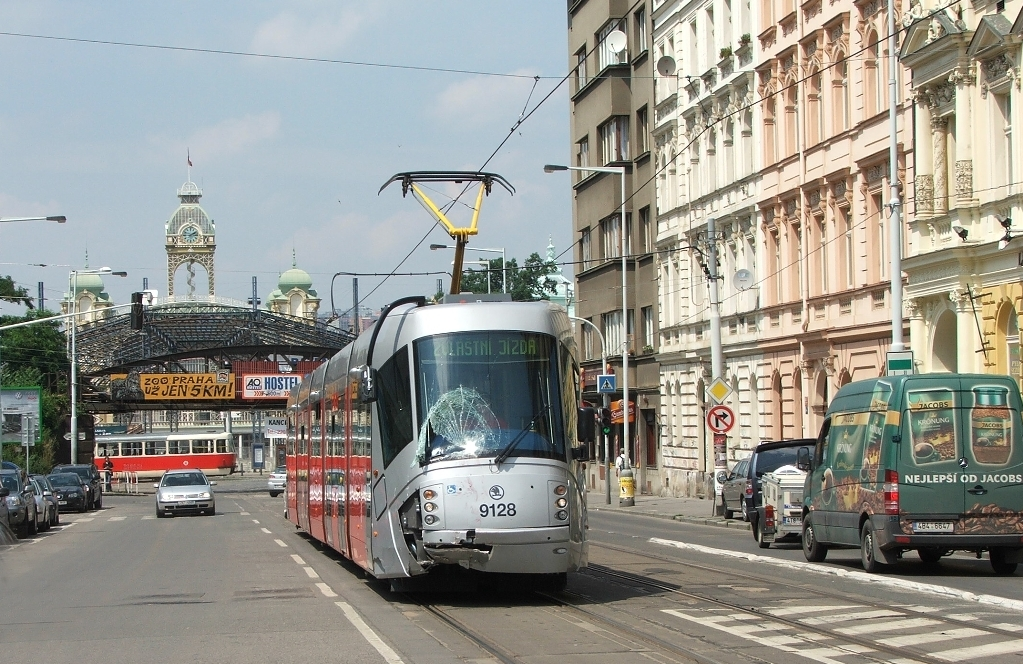
Vůz Škoda 14T po nehodě během manipulačního přejezdu z obratiště Výstaviště do své domovské vozovny Motol

6. října 1994 krátce před 16.30 se na křižovatce Vinice (Strašnice, Starostrašnická a Černokostelecká ulice) srazily dvě protijedoucí tramvaje linky 11 z důvodu vjetí do nesprávného směru na výhybce. Část tramvaje se odtrhla a vyrazila okno kolemjedoucímu autobusu ČSAD. Celkem 17 lidí bylo zraněno, z toho 4 těžce. Škoda byla druhého dne vyčíslena na 4 milióny Kč. Tramvajový provoz byl obnoven až v 19.45, do té doby byly nasazeny náhradní autobusy. Večerník Praha napsal, že je to největší havárie tramvají od roku 1982.
26. února 2001 před 18.44 v Jelení ulici vykolejila u pravotočivého oblouku souprava linky 23 jedoucí do centra (čelní vůz 8029) a čelně se srazila se protijedoucí soupravou linky 22. Vozy byly značně zdemolovány. V místě vykolejení byla na kolejích nalezena bílá mikrotenová taška s kovovými ozubenými koly, která při letmém pohledu vypadala jako hromádka sněhu.
V pondělí 24. června 2002 asi v 7.15 narazila ve směru od zastávky Nádraží Braník k zastávce Černý kůň v Hodkovičkách souprava linky 17 (vozy T3 č. 6845 + 6842) do kolony stojících tramvají. Narazila do stojícího vozu linky 21 č. 6580, který narazil do před ním stojícího kloubového vozu 9026 linky 3 a ten do vozu T6A5 č. 8727 na lince 21. První v koloně stála souprava 8624 + 8625, zřejmě kvůli závadě. Tramvaje byly vážně poškozeny, jeden člověk byl téměř smrtelně zraněn, ale přežil. Zraněno bylo 21 lidí, vůz č. 6580 na odpis, škoda přesáhla 4 miliony Kč. Až do 15 hodin byl provoz tramvají přerušen a zřízena náhradní autobusová doprava.
Ve středu 16. března 2005 asi v 6.30 jela souprava linky 22 (typ T3 SUCS, 7106 + 7107) na Karlově náměstí obloukem z Ječné směrem ke Spálené ulici. U sjezdové výhybky vykolejil zadní podvozek druhého vozu, smetl zastávkový sloupek, zabil 59letého muže a srazil do vozovky 64letou ženu, kterou pak přejel nákladní automobil Avia. Další dva lidé byli těžce zraněni. Zadní část druhého vozu projížděla sjezdovou výhybkou rychlostí přes 30 km/h namísto povolených 10 km/h. Řidič byl odsouzen ke 4,5 roku trestu odnětí svobody.
23. března 2005 před 13.16 se na přejezdu ulice Do Klukovic na barrandovské tramvajové trati narazila do zadní části sanitky z boku tramvaj linky 12 jedoucí od zastávky Poliklinika Barrandov, až do 14.18 byl přerušen provoz tramvají. Čtyři lidé ze sanitky byli lehce zraněni. Tutéž tramvaj pak museli po hodině hasiči pod barrandovským kopcem hasit, protože při sjíždění kopce jí vlivem brzdění zahořel pulsní stykač. Drážní inspekce sdělila médiím, že Dopravnímu podniku hrozí správní řízení a pokuta za to, že tramvaj byla z místa nehody odstraněna bez souhlasu inspekce a že Dopravní podnik údajně ani nepředložil inspekci dokumentaci nehody.

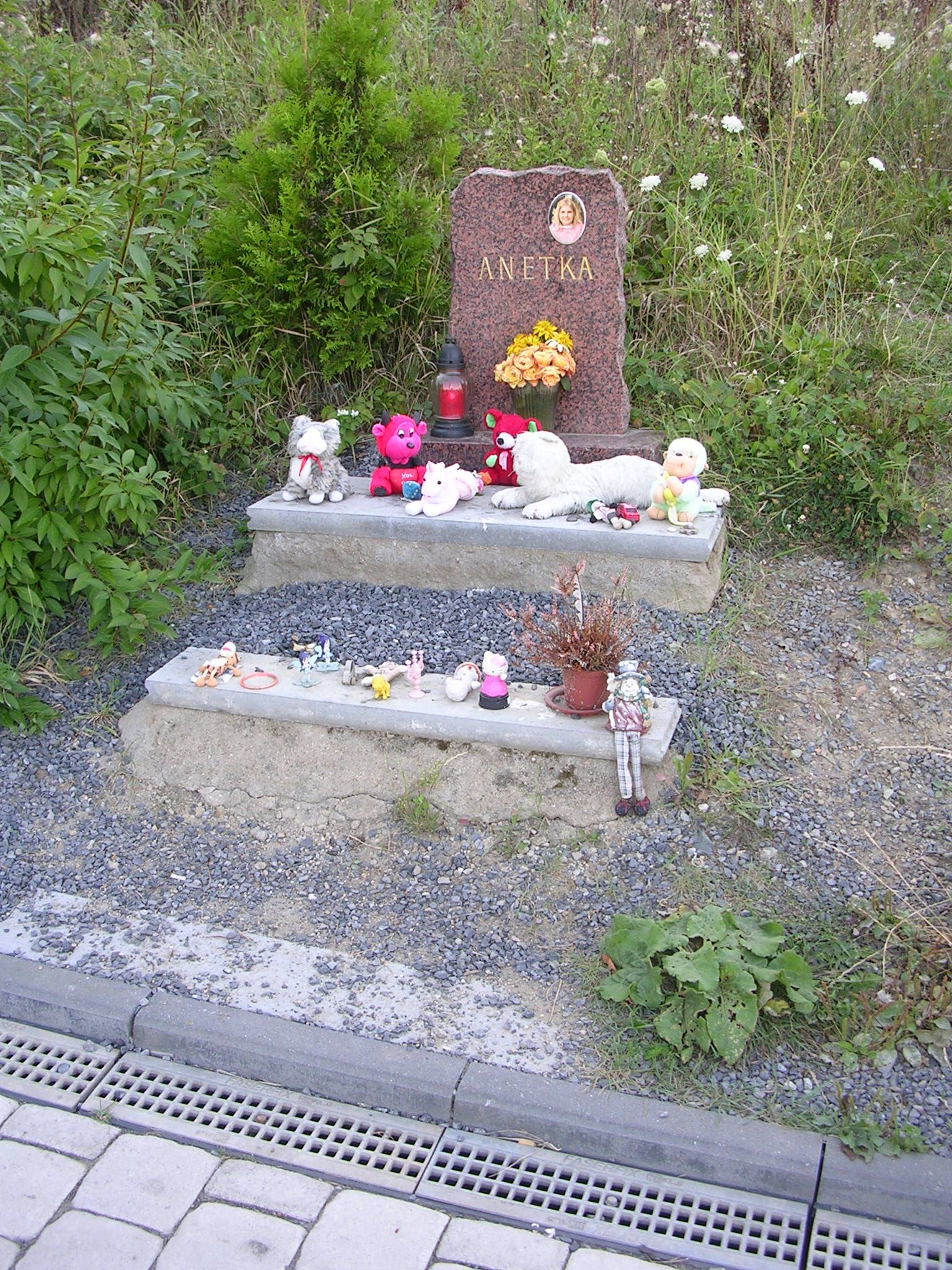
Pomníček Anetky u zastávky Poliklinika Barrandov

V pátek 17. června 2005 ve 13.54 u zastávky Poliklinika Barrandov usmrtila tramvaj vyjíždějící podél zárubní zdi z tunelu ve směru od zastávky Chaplinovo náměstí 11letou dívku, která při dobíhání protisměrné tramvaje neopatrně vběhla na koleje na místě nevhodně umístěného, nedostatečně zabezpečeného a nesprávně vyznačeného přechodu pro chodce. Poblíž místa nehody vznikl pomníček se jménem Anetka, přechod byl zabezpečen tzv. šikanou, která znemožňuje přímé vběhnutí na koleje (tuto úpravu v listopadu 2003 magistrátu neúspěšně navrhovala odborová organizace Federace řidičů tramvají, avšak vedoucí odboru dopravy Jan Heroudek upozornění na nepřehlednost místa a podnět k řešení tehdy odmítl jako „zavádějící“ a tvrdil, že tehdejší úprava bezpečnost provozu neohrožuje), byl vybaven světelnou a zvukovou signalizací přijíždějící tramvaje a všechny přechody na barrandovské tramvajové trati byly předlážděny, protože při diskuzích o odpovědnosti správních orgánů se přišlo na to, že vodorovná dopravní značka V11 není určena pro vyznačování přechodů přes samostatnou tramvajovou trať mimo pozemní komunikaci. Magistrát hl. m. Prahy a úřad městské části Praha 5 se po nehodě nedokázaly dohodnout, který z nich odpovídá za označení přechodů přes trať. Místostarosta Prahy 5 Vojtěch Zapletal k tomu řekl: „Přechod pro chodce to nikdy nebyl a nikdy ani být nemohl, protože je to místo pro přecházení přes trať a v tom případě je pod dikcí drážního zákona, nikoli zákona o provozu na pozemních komunikacích.“ Dodal, že neví, z čí iniciativy bylo místo vydlážděno jako vodorovné značení přechodu pro chodce. Miroslav Rajchart z oddělení drážního správního úřadu na magistrátě, řekl: „Je to určitá mezera v zákoně, oblast, která není zcela vyjasněna. Požádali jsme proto o jasné stanovisko ministerstvo dopravy.“ Zároveň se ukázalo, že při rozhodování o stanovení dopravního značení není respektován správní řád a neexistuje možnost se proti rozhodnutí odvolat. Podle Jana Kučery, inspektora z Drážní inspekce, musí být místo pro přecházení samostatné tramvajové trati označeno jako železniční přejezd, jinde není přechod přes trať dovolen.
Ve čtvrtek 15. června 2006 večer na náměstí I. P. Pavlova vozidlo hasičské záchranné služby se zapnutým výstražným majákem vjelo ve směru od Sokolské ulice do cesty tramvaji linky 6 jedoucí od Tylova náměstí, která projížděla křižovatkou na signál „volno“ a již nestačila zastavit. Náraz tramvaje odhodila hasičské auto na chodník, kde jím byli těžce zranění dva chodci čekající u přechodu. Třicetiletá studentka ekonomie, přišla úrazem o nohy, její třicetiletý manžel utrpěl mnohočetná vážná poranění a po 11 měsících zemřel. Čtyři hasiči ve voze byli zraněni lehce. Řidič hasičského vozu Jiří Svatoň byl odsouzen k trestu odnětí svobody na 1 rok s podmínečným odkladem na 3 roky. Řidič tramvaje trestně stíhán nebyl, ačkoliv podle znaleckého posudku začal brzdit až v okamžiku střetu.
V úterý 8. června 2010 ve 20:20 se na rohu ulic Nuselská a Na Jezerce srazila tramvaj linky 11 s autobusem linky 188. Zraněni byli tři muži a jedna žena, sanitky je odvezly do Všeobecné fakultní nemocnice na Karlovo náměstí a jednoho do Thomayerovy nemocnice. Záchranáři označili jejich zranění za lehká a středně těžká. 
V pondělí 19. září 2011 po 6. hodině ranní v zastávce Kotlářka prázdná souprava dvou vozů Tatra T6 linky 20 vyjíždějící z vozovny Motol narazila rychlostí kolem 65 km/h do stojícího vozu Škoda 14T linky 14, rovněž vyjíždějícího z vozovny, v němž bylo jen několik cestujících. Při nehodě zemřel 36letý řidič (s 15letou praxí) tramvaje linky 20, nikdo další nebyl zraněn, přední vůz soupravy T6 měl zcela zdeformovanou kabinu, odhad škody na tramvajích byl druhý den Drážní inspekcí upřesněn na 20 milionů Kč. Trať byla zablokována asi na 7 hodin, náhradní dopravu zajišťovalo 8 autobusů, ulice se však po nehodě také ucpaly. Jako příčiny nehody jsou uvažovány zdravotní indispozice řidiče, který podle vyšetřovací zprávy Drážní inspekce zemřel 3 minuty po nehodě z přirozených příčin nesouvisejících s utrpěným zraněním. Nehody se účastnila trojice vozů a to Škoda 14T ev. č. 9165 a souprava vozů Tatra T6A5 evidencí 8697 a 8698, které narazily do stojícího vozu 14T. Poškození ani jednoho z vozů není slučitelné s dalším provozem a to ani po případné kompletní rekonstrukci a tak došlo v prosinci roku 2011 v Ústředních dílnách DP k sešrotování dvojice 8697 a 8698. Vůz 9165 byl odstaven ve své domovské vozovně Motol a  rozebírán na náhradní díly; za pomoci dílů došlo k zprovoznění dlouhodobě odstaveného vozu ev. č. 9114.
V pátek 17. června 2016 krátce po jedenácté večer se srazila sanitka s tramvají linky 10. Tramvaj po nehodě vykolejila. Zdravotníci odvezli z místa pět zraněných. Provoz byl plně obnoven kolem jedné hodiny ranní. Nehoda se stala na křižovatce Legerovy ulice a náměstí I. P. Pavlova. Tramvaj číslo 10 mířila do stejnojmenné stanice směrem od Karlova náměstí a z pravé strany do ní narazil sanitní vůz. „Řidič sanitky jel po Legerově směrem k Muzeu, při křižování tramvajové trati následně narazil do tramvaje. Ta poté vykolejila,“ popsal nehodu reportér iDNES.cz, který byl na místě.
V pátek 29. června 2018 se ve 12.41 hodin v Praze u Karlova náměstí srazily dvě tramvaje linek 16 a 22 – jedna tramvaj najela zezadu na druhou. Při nehodě bylo zraněno 23 osob (20× lehké, 3× těžké zranění) včetně jednoho řidiče tramvaje, škoda je zatím odhadnuta na 5 milionů korun. Provoz byl zastaven přes 2,5 hodiny.

### Přehled nejzávažnějších nehod
| datum            | místo                              | mrtvých | zraněných | příčina                                                       |
| ---------------- | ---------------------------------- | ------- | --------- | ------------------------------------------------------------- |
| 9. prosince 1913 | Kanovnická                         | –       | 15        | nejistá, asi selhání brzd způsobené nedbalostí obsluhy        |
| 24. ledna 1923   | Chotkova                           | –       | 15        | nadměrná rychlost                                             |
| 29. února 1936   | Vinohradská (u Muzea)              | 1       | 32        | srážka s automobilem po chybě jeho řidiče + nadměrná rychlost |
| 7. ledna 1938    | Vítězné náměstí                    | 1       | 55        | nadměrná rychlost                                             |
| 15. ledna 1950   | Francouzská / Moskevská (Vršovice) | –       | 112       | nadměrná rychlost                                             |
| 23. dubna 1950   | U Smyčky, Kačerov                  | –       | 17        | vykolejení                                                    |
| 25. června 1961  | Masarykovo nábřeží                 | 1       | 34        | chyba řidiče automobilu                                       |
| 23. září 1962    | Strossmayerovo náměstí             | 1       | 46        | selhání brzd způsobené sabotáží                               |
| 31. května 1965  | Chotkova                           | 5       | 66        | nadměrná rychlost                                             |
| 2. března 1967   | Střešovická                        | –       | 31        | selhání brzd, srážka s autobusem                              |
| 1968             | Milady Horákové                    | 3       | 21        | srážka s autobusem                                            |
| 29. října 1970   | Bubenské nábřeží                   | –       | 35        | špatná viditelnost, najetí do stojící soupravy                |
| 17. února 1982   | Špejchar                           | 7       | 55        | přehlédnutí výhybky, nadměrná rychlost                        |
| 6. října 1994    | u vozovny Strašnice                | –       | 17        | srážka dvou tramvají po přehlédnutí výhybky                   |
| 24. června 2002  | Modřanská (Hodkovičky)             | –       | 21        | nepozornost, najetí do stojící soupravy                       |
| 16. března 2005  | Karlovo náměstí                    | 2       | 2         | nadměrná rychlost                                             |
| 23. března 2005  | Do Klukovic (Barrandov)            | –       | 4         | srážka se sanitkou na přejezdu                                |
| 17. června 2005  | u polikliniky Barrandov            | 1       | 0         | sražení chodce na nevhodně řešeném přechodu                   |
| 15. června 2006  | náměstí I. P. Pavlova              | 1       | 5         | srážka tramvaje s hasičským vozem, který pak srazil chodce    |
| 8. června 2010   | Nuselská / Na Jezerce              | –       | 4         | srážka tramvaje s autobusem                                   |
| 19. září 2011    | Kotlářka                           | 1       | 0         | indispozice řidiče (s následkem smrti)                        |
| 17. června 2016  | náměstí I. P. Pavlova              | –       | 5         | srážka tramvaje se sanitkou                                   |
| 29. června 2018  | Karlovo náměstí                    | –       | 23        | najetí do stojící soupravy                                    |